# Jetsonowie: Na orbitującej asteroidzie
Jetsonowie: Na orbitującej asteroidzie (ang. Jetsons: The Movie) – amerykański film animowany z 1990, wyprodukowany przez Hanna-Barbera i Universal Pictures. Zrealizowany na podstawie popularnego serialu animowanego Jetsonowie.

## Fabuła
Kosmiczne Koła Zębate awansuje George’a Jetsona na stanowisko wiceprezesa korporacji, będąc tym samym drugą osobą po panie Kosmoskim. Do nowych zadań należy kontrola nad jednym z firmowych zakładów. Jednak George nie wie, że jego poprzednicy znikali krótko po objęciu posady, ponieważ ktoś lub coś sabotuje pracę w asteroidzie.

## Obsada głosowa
- George O’Hanlon jako George Jetson
- Mel Blanc jako Kosmoski
- Penny Singleton jako Jane Jetson
- Tiffany jako Judy Jetson
- Patric Zimmerman jako Elroy Jetson
- Don Messick jako Astro
- Jean Vander Pyl jako Rozi
- Ronnie Schell jako Rudy-2
- Patti Deutsch jako Lucy-2
- Dana Hill jako Teddy-2
- Rick Dees jako Rocket Rick Ragnarok
- Paul Kreppel jako Apollo Blue

## Wersja polska (lektor)

### TVP2 (koniec lat 90.)
Opracowanie: TVP

Tekst: Maciej Guzdek na podstawie tłumaczenia Joanny Fekecz

Czytał: Maciej Gudowski

### DVD (2007 rok)
Wersja polska: dla TiM Film Studio – Dubbfilm

Tekst: Agnieszka Farkowska

Czytał: Andrzej Leszczyński

### Canal+ (2008 rok)
Wersja polska: na zlecenie Canalu+ – Dubbfilm

Tekst: Agnieszka Farkowska

Czytał: Janusz Szydłowski

### TV Puls (2013 rok)
Wersja polska: na zlecenie Telewizji Puls – Studio Acme

Tekst: Monika Muszyńska

Czytał: Maciej Gudowski